# Russkij kovtjeg
Russkij kovtjeg (russisk: Русский ковчег) er en spillefilm fra 2002 af Aleksandr Sokurov.

## Medvirkende
- Aleksandr Sokurov
- Sergej Dontsov
- Marija Kuznetsova som Jekaterina
- Marksim Sergejev som Pjotr I
- Anna Aleksakhina som Aleksandra Fjodorovna